# 縣道168號
縣道168號（東石－中庄），又名嘉朴公路，西起嘉義縣東石鄉東石市區，東至嘉義縣水上鄉中庄，全長共計32.898公里。

## 歷史沿革
- 1961年編成縣道168號 東石－水上，長26.845公里（海邊－163線9.382k）；以及縣道168甲線 朴子－鹿草－後潭，長14.816公里（168線10K+335－168線20K+440）。
- 1976年縣道168號 東石－水上終點由水上市區縮短至台一線；縣道168甲線 朴子－鹿草－後潭獨立編為縣道167號。
- 1983年縣道168號終點延伸至中庄改稱東石－中庄，里程增為32.452公里。
- 2021年12月8日，中華民國交通部公告縣道168線改行義興村北側新闢道路（新里程30K+000－31K+898）。原168線30K+000 －31K+713路段廢止，改為水上鄉公所管養之地方道路。原總里程為32.713公里，調整後為32.898公里，長鏈0.185公里。[1]

## 行經行政區域
全線均位於嘉義縣境內。
| 東石鄉 | 東石市區                        | 0.000  | （地區道路）          | 公路起點                            |
| 東石鄉 | 東石端                          | －     | 台82線                | 台82線起點                          |
| 東石鄉 | 東石市區                        | －     | 嘉1線                 | 嘉1線終點                           |
| 東石鄉 | 東石市區                        | －     | 縣道166號             | 縣道166號起點                       |
| 東石鄉 | 東石鄉公所平交路口              | 0.700  | 台82線                | 與台82線共線起點                    |
| 東石鄉 | 東石市區                        | －     | 台82線                |                                     |
| 東石鄉 | 屯子頭                          | －     | 台82線                |                                     |
| 東石鄉 | 東石二交流道                    | 1.700  | 台61線 · 台82線       | 台61線僅北出南入                    |
| 東石鄉 | 台61線平交路口                  | 1.700  | 台61線 · 台82線       | 台61線僅北出南入                    |
| 東石鄉 | 屯子頭                          | －     | 台82線                |                                     |
| 東石鄉 | 台17線平交路口                  | 2.600  | 台17線 · 台82線       |                                     |
| 東石鄉 | －                              |        |                       |                                     |
| 東石鄉 | 洲子                            | －     | 台82線                |                                     |
| 東石鄉 | 洲仔平交路口                    | 4.200  | 台82線 · 嘉14線       | 與台82線共線終點 嘉14線起點         |
| 東石鄉 | 洲子                            | －     | 嘉12線                | 嘉12線起點                          |
| 東石鄉 | 港墘                            | 6.800  | 縣道157號 · 嘉7線     | 與縣道157號共線起點 嘉7線終點       |
| 東石鄉 | 港墘                            | －     | 縣道157號             | 0                                   |
| 東石鄉 | 湖底                            | －     | 縣道157號             | 0                                   |
| 東石鄉 | 湖底                            | －     | 縣道157號             | 0                                   |
| 朴子市 | 菜埔                            | －     | 縣道157號             | 0                                   |
| 朴子市 | 菜埔                            | －     | 縣道157號 · 嘉12線    | 嘉12線終點                          |
| 朴子市 | 菜埔                            | 8.800  | 縣道157號 · 縣道161號 | 縣道161號起點                       |
| 朴子市 | 朴子市區                        | 9.900  | 台19線 · 縣道157號    |                                     |
| 朴子市 | 朴子市區                        | 10.500 | 縣道157號 · 縣道167號 | 縣道167號起點                       |
| 朴子市 | －                              |        |                       |                                     |
| 朴子市 | 大槺榔                          | 11.200 | 縣道157號 · 嘉47線    | 與縣道157號共線終點 嘉47線起點      |
| 朴子市 | 大槺榔                          | －     | 嘉47-1線              |                                     |
| 朴子市 | 大槺榔                          | －     | 嘉58-1線              | 嘉58-1線起點                        |
| 朴子市 | 小槺榔                          | －     | 嘉58-1線              | （同上）                            |
| 朴子市 | 大槺榔                          | －     | 嘉46線                | 與嘉46線共線起點                    |
| 朴子市 | 小槺榔                          | －     | 嘉46線                | （同上）                            |
| 朴子市 | 小槺榔                          | －     | 嘉46線                | 與嘉46線共線終點                    |
| 朴子市 | 小槺榔                          | －     | 嘉45線                | 與嘉45線共線起點                    |
| 太保市 | 頂港子墘                        | －     | 嘉45線                | （同上）                            |
| 太保市 | 頂港子墘                        | －     | 嘉45線                | 與嘉45線共線終點                    |
| 太保市 | 頂港子墘                        | －     | 嘉43-1線              | 嘉43-1線起點                        |
| 太保市 | 崙仔頂                          | －     | 嘉43-1線              | 與嘉43-1線共線起點                  |
| 太保市 | 崙仔頂                          | －     | 嘉43-1線              | 與嘉43-1線共線終點                  |
| 太保市 | 崙仔頂                          | －     | （地區道路）          | 0                                   |
| 太保市 | 太保市區                        | －     | （地區道路）          | 0                                   |
| 太保市 | 太保市區                        | 18.800 | 台37線                | 0                                   |
| 太保市 | 茄苳腳                          | 18.800 | 台37線                |                                     |
| 太保市 | 太保市區                        | －     | 嘉49線                |                                     |
| 太保市 | 春珠                            | －     | 嘉49線                |                                     |
| 太保市 | 後潭                            | 20.400 | 縣道167號             | 縣道167號終點                       |
| 太保市 | 後潭                            | －     | 嘉65線                | 嘉65線起點                          |
| 太保市 | 後潭                            | －     | （地區道路）          | 0                                   |
| 水上鄉 | 大崙                            | －     | （地區道路）          | 0                                   |
| 水上鄉 | 大崙                            | －     | 嘉63線                | 嘉63線終點                          |
| 水上鄉 | 水上交流道                      | 23.390 | 國道一號              |                                     |
| 水上鄉 | 大崙                            | －     | （地區道路）          |                                     |
| 水上鄉 | 江竹仔腳                        | －     | 嘉40-1線              | 嘉40-1線起點                        |
| 水上鄉 | －                              |        |                       |                                     |
| 水上鄉 | 大堀尾                          | －     | （地區道路）          |                                     |
| 水上鄉 | 大堀尾                          | －     |                       |                                     |
| 水上鄉 | 大堀尾                          | －     | （地區道路）          |                                     |
| 水上鄉 | 龍德                            | －     | （地區道路）          |                                     |
| 水上鄉 | 店仔後                          | 26.300 | 嘉40線                | 與嘉40線共線終點                    |
| 水上鄉 | 店仔後                          | －     | 台1線 · 嘉40線        | 與嘉40線共線終點 與台1線共線起點    |
| 水上鄉 | 外林                            | 27.600 | 台1線 · 縣道163號     | 與台1線共線終點 與縣道163號共線起點 |
| 水上鄉 | 龍德                            | 27.600 | 台1線 · 縣道163號     | 0                                   |
| 水上鄉 | 龍德                            | －     | 縣道163號             |                                     |
| 水上鄉 | － 地下道 穿越台1線、縱貫線南段 |        |                       |                                     |
| 水上鄉 | 外林                            | －     | 縣道163號             |                                     |
| 水上鄉 | 水上市區                        | －     | 縣道163號 · 嘉41線    | 嘉41線起點                          |
| 水上鄉 | 水上市區                        | 28.300 | 縣道163號             | 與縣道163號共線終點                 |
| 水上鄉 | 外林                            | －     | （地區道路）          |                                     |
| 水上鄉 | －                              |        |                       |                                     |
| 水上鄉 | 義興                            | －     | （地區道路）          |                                     |
| 水上鄉 | 義興                            | －     | 嘉175線               | 0                                   |
| 水上鄉 | 中庄                            | －     | 嘉175線               | 0                                   |
| 水上鄉 | 中庄                            | 32.713 | 市道165號             | 公路終點                            |
| 共線   |                                 |        |                       |                                     |

## 沿線路名

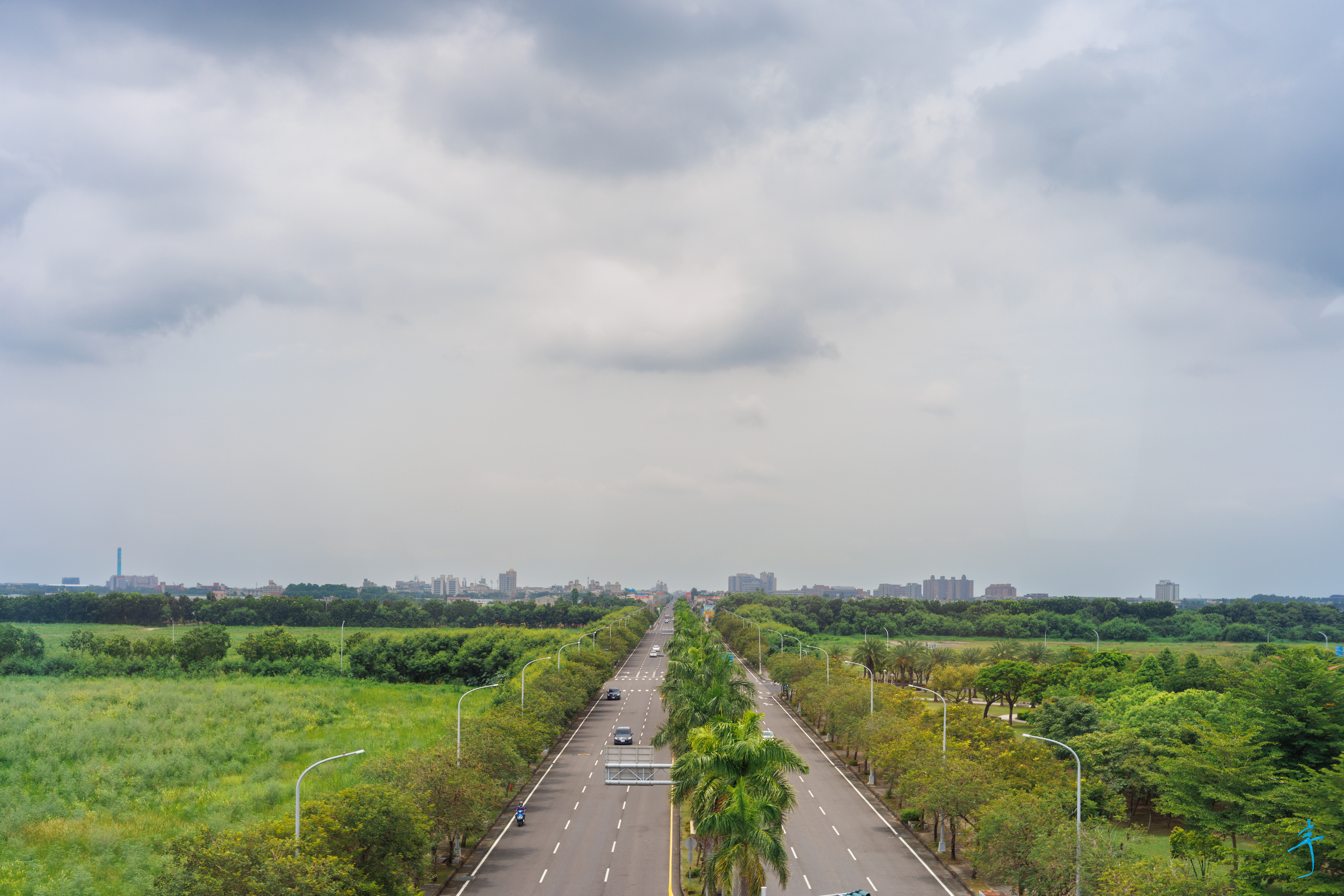

- 海通路
- 山通路
- 嘉朴路
- 龍德街
- 正義路
- 中正路
- 中華路

## 沿線設施與景點
| - 東石漁人碼頭 - 東石端（ 台82線） - 東石鄉公所平交路口（ 台82線） - 東石二交流道（台61線） - 台61線平交路口（ 台82線） - 台17線平交路口（ 台82線） - 洲仔平交路口（ 台82線） - 嘉義縣東石鄉港墘國民小學 - 朴子配天宮 - 嘉義縣朴子市朴子國民小學 - 嘉義縣立東石國民中學 | - 嘉義長庚紀念醫院 - 嘉義縣議會 - 嘉義縣政府 - 高鐵嘉義站（臺灣高鐵／嘉義公車捷運／蔗埕線） - 嘉義縣太保市安東國民小學 - 嘉義縣立太保國民中學 - 嘉義縣太保市太保國民小學 - 水上交流道（國道一號） - 嘉義縣水上鄉水上國民小學 - 嘉義縣水上鄉義興國民小學 |